# Мітюково (Медведевський район)
Мітюко́во (рос. Митюково, марій. Митиксола) — присілок у складі Медведевського району Марій Ел, Росія. Входить до складу Руемського сільського поселення.

## Населення
Населення — 174 особи (2010; 166 у 2002).
Національний склад (станом на 2002 рік):
- лучні марійці — 71 %